# ایرج گلدوزیان
ایرج گلدوزیان (۱۳۱۸ خورشیدی– ۱۷ خرداد ۱۴۰۰)  از استادان  دانشگاه  تهران و دانشگاه آزاد واحد کرج  و عضو هیئت تحریریه فصلنامه علمی دانشنامه‌های حقوقی بود.وی دوره ابتدایی را در مشهد و دوره متوسطه را در دبیرستان فرخی تهران به پایان رساند. در سال ۱۳۴۴ وارد دانشکده حقوق دانشگاه تهران شد و در سال ۱۳۴۸ رتبه اول کنکور فوق لیسانس حقوق جزا گردید. در سال ۱۳۴۹ به فرانسه رفت و در دانشکده پانتئون دکترای حقوق جزا دریافت کرد. وی در سال ۱۳۵۱ موفق به دریافت دیپلم تحصیلات عالی حقوق خصوصی شد. سپس دکترای تخصصی علوم کیفری را دریافت کرد. در سال ۱۳۵۵ با ارائه پایان نامه ای با موضوع قیمومت جزایی به دکترای دولتی حقوق دست یافت. وی در سال ۱۳۵۵ به ایران بازگشت و در دانشکده حقوق دانشگاه تهران مشغول کار شد و هم زمان در دانشگاه ملی ( شهید بهشتی)،موسسه علوم بانکی، محتمع آموزش عالی قم مشغول تدریس شد.

## درگذشت
ایرج گلدوزیان در ۱۷ خرداد ۱۴۰۰ درگذشت.

## تالیفات
1. حقوق جزای عمومی
2. بایسته های حقوق جزای عمومی
3. حقوق جزای اختصاصی
4. بایسته های حقوق جزای اختصاصی
5. محشای قانون مجازات اسلامی
6. ادله اثبات دعوا
7. مقدمه علم حقوق

- ۱۳۹۲

1. محمدی